# Кематен-ін-Тіроль
Кематен-ін-Тіроль (нім. Kematen in Tirol) —  громада округу Інсбрук-Ланд у землі Тіроль, Австрія.
Кематен-ін-Тіроль лежить на висоті  610 м над рівнем моря і займає площу  6,99 км². Громада налічує 2557 мешканців. 
Густота населення 366/км².  
|                                            |
| Кематен-ін-Тіроль на мапі округу та землі. |

 Адреса управління громади: Dorfplatz 1, 6175 Kematen in Tirol. 

## Демографія
Історична динаміка населення міста за даними сайту Statistik Austria

## Виноски
1. ↑  Dauersiedlungsraum der Gemeinden Politischen Bezirke und Bundesländer - Gebietsstand 1.1.2018 — Статистичне управління Австрії.
2. ↑  https://www.statistik.at/blickgem/blick1/g70320.pdf
3. ↑  www.kematenintirol.at. Архів оригіналу за 12 квітня 2022. Процитовано 20 червня 2022.
4. ↑  Gemeindedaten von Kematen in Tirol. Архів оригіналу за 29 вересня 2007. Процитовано 17 липня 2013.

| Австрія | Це незавершена стаття з географії Австрії. Ви можете допомогти проєкту, виправивши або дописавши її. |